# Diethylphthalat
Diethylphthalat er en ester, der tilsættes husholdningssprit for at denaturere det og forhindre, at det benyttes som nydelsesmiddel.
| Organisk kemi | Spire Denne artikel om organisk kemi er en spire som bør udbygges. Du er velkommen til at hjælpe Wikipedia ved at udvide den. |